# Martin Jönsson

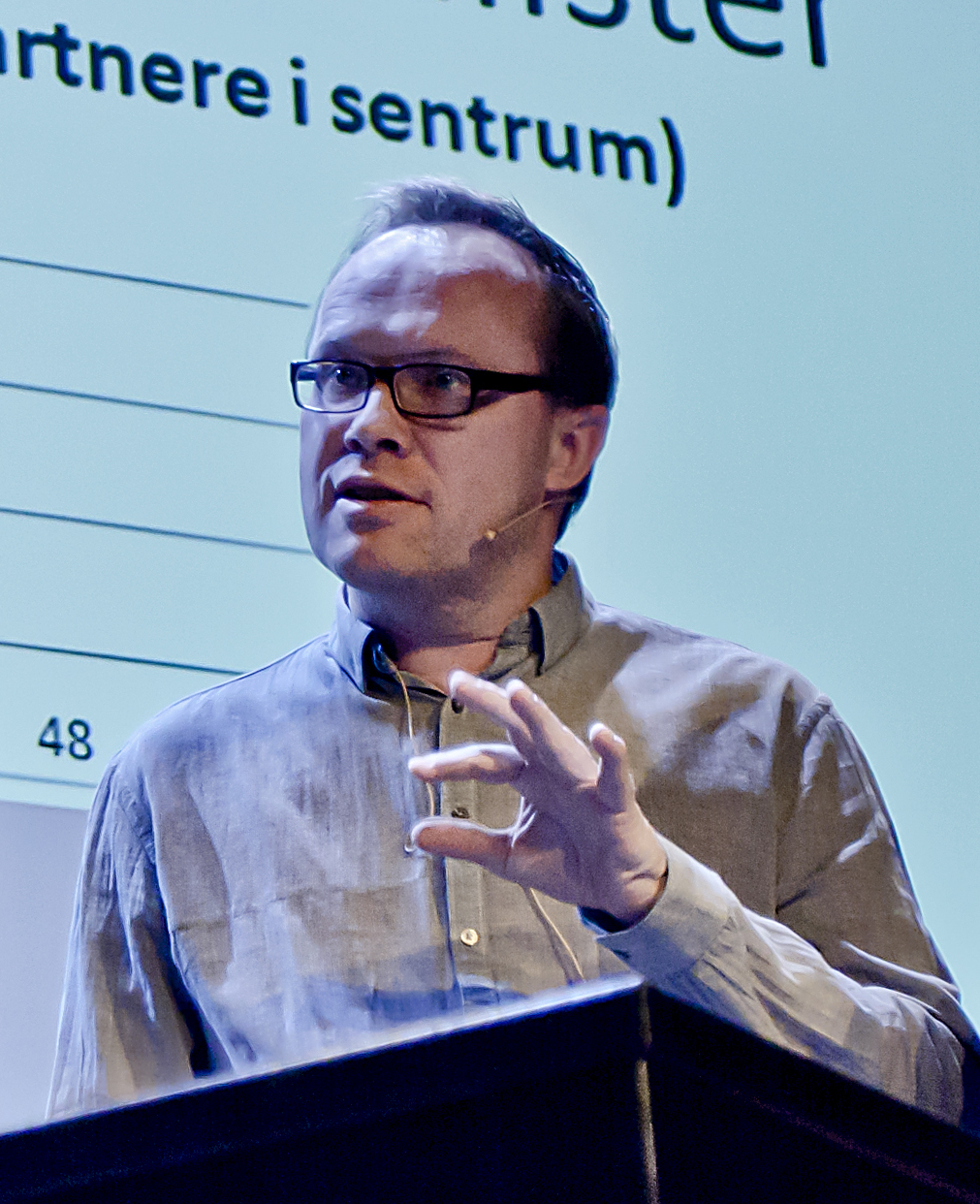
Martin Jönsson, 2012

Anders Martin Jönsson, född 16 mars 1964 i Laholm, är en svensk journalist och medieexpert.
Jönsson tog civilekonomexamen vid Lunds universitet 1988. Från 1981 till 1986, under huvuddelen av sina studier, arbetade han också som reporter vid Hallandsposten, där hans far var verksam som journalist. Han var verksam vid Värnpliktsnytt och arbetade därefter som reporter vid Expressen 1987-1988. 1988 till 1991 arbetade han vid Svensk Export, Exportrådets tidskrift, först som reporter och senare som redaktionschef och tillförordnad chefredaktör. Han var redaktionschef respektive chefredaktör för Upp & Ner (ett magasin för SAS och Linjeflygs passagerare) 1993-1994, Civilekonomen 1993-1994, Nöjesguiden 1995-1999, Dagens Debatt, Pop och Bibel.
Från 2002 till 2005 var han chefredaktör för Journalisten.
Jönsson drev en blogg om reklam och medier på Svenska Dagbladets webbplats från april 2006 till slutet av 2008 och har varit verksam som debattör i publicistiska frågor och särskilt om digital journalistik och de framtida mediemarknaden. Hösten 2008 och våren 2009 var han gästprofessor i praktisk journalistik vid Göteborgs universitet.
Åren 2005–2013 arbetade Jönsson på Svenska Dagbladet (SvD), från 2006 i redaktionsledningen. Han var chef för SvD Näringsliv från slutet av 2007 till hösten 2008 och därefter tillförordnad chef för SvD.se under hösten 2008. Från årsskiftet 2008/2009 till hösten 2012 var Jönsson redaktionschef och ställföreträdande ansvarig utgivare. (2008–2012). Hösten 2012 till våren 2013 var han tidningens kulturchef, som efterträdare till Kaj Schueler, och efterträddes i sin tur av Daniel Sandström.
Våren 2013 utsågs Jönsson till biträdande programdirektör på Sveriges Radio, med särskilt ansvar för utveckling av digitala medier. 1 mars 2016 blev  Jönsson redaktionell utvecklingschef på Dagens Nyheter.
Martin Jönsson satt i juryn för Stora journalistpriset åren 2011-2013.